# Fragilité osmotique

Effet de la pression osmotique sur les hématies

Un des indices susceptibles d’être employés pour déterminer la capacité des hématies à résister à l’hémolyse à la suite d’un choc hyposmotique (hypotonique) est de mesurer la fragilité osmotique cellulaire. Ce paramètre est généralement utilisé pour caractériser la résistance de la membrane plasmique des globules rouges.

## Techniques

### Limite de fragilité osmotique (fo)
La limite de fragilité osmotique en solution hypotonique est déterminée par l’osmolarité la plus faible que peuvent subir les érythrocytes sans induire d'hémolyse. La lyse cellulaire est déterminée en observant le décalage de turbidité qui intervient lorsque l’intégrité de la membrane plasmique est compromise. Ceci est détecté à l’aide d’un spectrophotomètre après que les échantillons ont été ajoutés à des solutions salines expérimentales, aux différentes osmolarités et compositions. Après un temps d'incubation, on mesure la densité optique à 625 nm, cette longueur d’onde donnant la meilleure différence entre les cellules intactes et les cellules lysées. Pratiquement, la limite de fragilité osmotique est la valeur de la densité optique qui correspond à 50 % de celle obtenue en conditions isosmotiques. 
Une autre méthode consiste à mesurer l'absorbance de l'hémoglobine à 450 nm. Après incubation de globules rouges (lavés à l'aide d'un tampon phosphate à pH = 7,4) dans différentes dilutions d'une solution saline, les suspensions sont centrifugés à 2 000 tours par minute pendant 10 minutes. L'absorbance de l'hémoglobine libre, larguée dans le surnagent par les hématies lysées, est évaluée par la loi de Beer-Lambert :
{\displaystyle A_{Hb}={\frac {\epsilon \ (cm^{-1}.mol^{-1}.L)\times C_{Hb}(g.L^{-1})}{PM_{Hb}(g.mol^{-1})}}}
ε est le coefficient d'extinction molaire, {\displaystyle C_{Hb}} est la concentration en hémoglobine et {\displaystyle PM_{Hb}} est le poids moléculaire de l'hémoglobine égal à 64 500. L'épaisseur de la cuve est, par défaut, de 1 cm.
L'hémolyse, exprimée en pourcentage, est calculée par le rapport des absorbances :
{\displaystyle \%H{\acute {e}}molyse={\frac {(1-A_{{\acute {e}}chantillon})}{A_{total}}}\times 100}
La limite de fragilité osmotique (50 %) est exprimé par rapport à 100 % d'hémolyse obtenue avec l'eau distillée (0 osmoles). 

### Constante de temps de l'hémolyse (TH50)
C'est le laps de temps nécessaire pour obtenir 50 % d'hémolyse dans une solution d'osmolarité définie (voir courbe d'hémolyse).